# Chemische Fabrik Gebrüder Gravenhorst

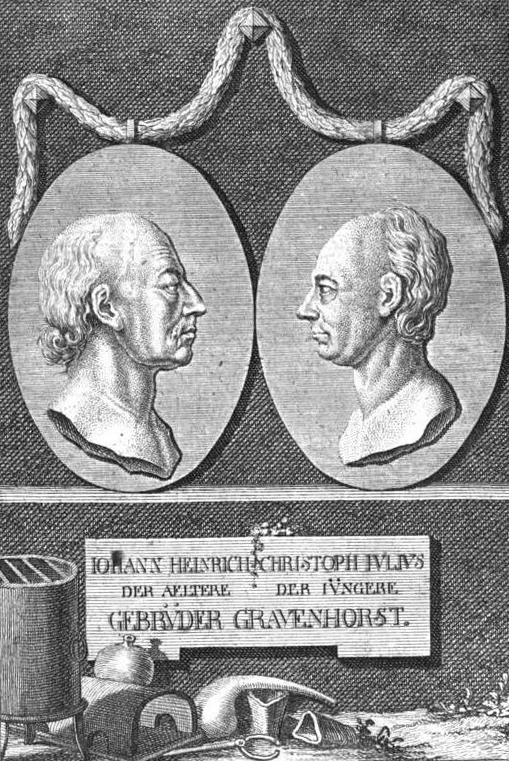
Johann Heinrich (links) und Christoph Julius Gravenhorst auf dem Frontispiz der Oeconomischen Encyclopädie, Band 19, 1780

Die Chemische Fabrik der Gebrüder Gravenhorst war ein Unternehmen zur Herstellung chemischer und pharmazeutischer Produkte in Braunschweig. Es wurde im Jahr 1759 gegründet und stellte im frühen 19. Jahrhundert seinen Betrieb ein. Die Gravenhorstsche Fabrik war die erste Fabrik für Salmiak in Deutschland. In Publikationen aus dem Bereich Chemie- und Pharmaziegeschichte wird sie oft als erste chemische Fabrik überhaupt im deutschen Sprachraum bezeichnet.

## Unternehmensgeschichte
Gegründet wurde das Unternehmen durch die Brüder Johann Heinrich Gravenhorst (1719–1781) und Christoph Julius Gravenhorst (1731–1794). Zunächst sollten sie Kaufleute werden, beschäftigten sich aber intensiv mit eigenen Studien zur Mechanik, Hydraulik und Chemie.
Im Jahr 1759 erwarben die Brüder das Gelände des Johannishofes, eine ehemalige Besitzung der Johanniter in der Braunschweiger Innenstadt, heute ein Bereich zwischen Kattreppeln und der früheren Oberpostdirektion in der Friedrich-Wilhelm-Straße. Dort errichteten sie Produktionsanlagen zur Herstellung chemischer und pharmazeutischer Produkte. Hergestellt wurden ab 1762 im Wesentlichen Salmiak, „Roter Braunschweiger Alaun“ und „Braunschweigisches Grün“ ab 1767, Glaubersalz ab 1769 sowie ein Wundbalsam namens „Balsamus Brunsvicensis“ oder „Balsamum Brunsvicense“.
Keines dieser Produkte wurde von den Brüdern erfunden. Ihre Leistung bestand vielmehr in der Entwicklung und fabrikmäßigen Realisation wirtschaftlicher Herstellungsverfahren sowie in einer, mit den damaligen Mitteln, überaus geschickten Vermarktung der Erzeugnisse.
Das Konzept der Vermarktung war außerordentlich erfolgreich. Die Inhaber verfassten eine Reihe kleiner Schriften, in denen sie den Nutzen ihrer Produkte beschrieben und Anleitungen zu ihrer Anwendung gaben. Die Schriften dienten mehr kaufmännischen als wissenschaftlichen Zwecken und wurden als allgemein aufklärende, belehrende Artikel in zahlreichen Zeitschriften abgedruckt. Die gleichen Artikel wurden dann auch noch als einzelne Drucke an Kunden und Interessenten verteilt. Zeitweise stand die Firma mit bis zu 3000 Handelskorrespondenten in Kontakt und ihre Besitzer zählten in der zweiten Hälfte des 18. Jahrhunderts zu den wohlhabendsten Bürgern der Stadt Braunschweig.
Nach dem Tod Johann Heinrichs wurde die Fabrik von Christoph Julius weiterbetrieben. Nach dessen Tod ging das Unternehmen in den Besitz von Johann Andreas Christoph Gravenhorst (1768–1833, Mediziner) und Carl Hermann Julius Gravenhorst († 12. August 1828, Fabrikant) über. In den 1820er Jahren erfolgte die Einstellung des Betriebes.
Im Jahr 1780 widmete Johann Georg Krünitz den 19. Band seiner Oeconomischen Encyklopädie den Gebrüdern Gravenhorst. Der Band zeigt die Porträts der Brüder auf dem Frontispiz.

## Produkte
Während die Brüder zahlreiche Schriften für Werbezwecke veröffentlichten, hielten sie die Herstellungsverfahren streng geheim. Auch die Mitarbeiter wurden zur Verschwiegenheit verpflichtet und dafür außergewöhnlich gut bezahlt. Zudem achtete man darauf, dass kein Mitarbeiter den vollen Überblick über den gesamten Produktionsablauf erhielt. Die Produktionsanlagen wurden von den Inhabern meist selbst errichtet. Christoph Julius mauerte die Öfen eigenhändig und nahm Veränderungen der Anlagen oft in Nachtarbeit allein vor. Es wird berichtet, dass die Gebrüder Gravenhorst selbst einen interessierten Fürsten nicht in ihre Gebäude hineinließen.

### Braunschweiger Salmiak
Salmiak (Ammoniumchlorid; NH4Cl) war das Hauptprodukt des Unternehmens. Verwendung fand Salmiak damals in der Färberei und Gerberei sowie beim Verzinnen, Verzinken und Löten. Bis zur Errichtung der ersten Salmiakfabriken in England und Frankreich wurde Salmiak hauptsächlich aus Ägypten eingeführt, wo es in natürlichen Lagerstätten vorkommt.
In Braunschweig wurde Ammoniumchlorid aus tierischem und menschlichem Urin hergestellt, den man mit Gips (Calciumsulfat; CaSO4 · 2 H2O) und Natriumchlorid (NaCl) umsetzte.
Gereinigt wurde das Produkt durch Umkristallisation. Zur Kristallisation wurde eine hochkonzentrierte Ammoniumchlorid-Lösung in perforierte Keramikformen gefüllt. Nach Auskristallisation erhielt man das Ammoniumchlorid in einem kegelförmigen Block, ähnlich einem Zuckerhut. Salmiak in Zuckerhutform wurde auch noch nach der Stilllegung des Braunschweiger Unternehmens als „Braunschweiger Salmiak“ bezeichnet.
Zeitzeugen berichteten, dass die Gebrüder Gravenhorst die Braunschweiger Bürger für die Anlieferung von Urin bezahlten und die Fabrikation des Salmiaks aus Urin, wie es in der engbebauten Innenstadt Braunschweigs geschah, in einem weiten Umkreis einen unangenehmen, erstickend scharfen Dampf und Geruch verbreitete.

### Braunschweigisches Grün
„Braunschweigisches Grün“, eine Maler- und Anstreichfarbe auf der Grundlage basischer Kupfersalze, bildete ein Folgeprodukt der Salmiakherstellung.
Der Vertrieb der Farbe verlief sehr erfolgreich und das Produkt wurde schon kurz nach seiner Einführung von anderen Herstellern kopiert. Bereits 1768 vertrieb der Apotheker Pabytzky aus Peine ein vergleichbares Produkt unter dem Namen „Peinsches Grün“.
Über den eigenen Herstellungsprozess publizierten die Brüder Gravenhorst selbst nichts. Andere Betriebe, die dieses Produkt noch im 19. Jahrhundert produzierten, übergossen Kupferbleche mit einer konzentrierten Salmiaklösung. Nach einiger Zeit der Einwirkung bildete sich das „Braunschweigische Grün“ als eine grüne Masse, die abgekratzt wurde.

### Glaubersalz
Als Nebenprodukt der Salmiakherstellung produzierte die Fabrik Glaubersalz (Natriumsulfat; Na2SO4 · 10 H2O), das auch unter den Handelsnamen „Gravenhorst’sches Salz“ und „Braunschweig’sches Salz“ für pharmazeutische Zwecke, besonders als Abführmittel, an Apotheken vertrieben wurde.
Der Schriftsteller Heinrich Sander (1754–1782) berichtete nach einem Besuch der Fabrik, dass die Brüder ihr Glaubersalz vielen Armen kostenlos weitergaben und der kranke Johann Heinrich selbst, von Leistenbruch und Hämorrhoiden geplagt, mit Glaubersalz „beständig seinen Leib offenhielt“.

### Roter Braunschweiger Alaun
Alaun (Aluminiumkaliumsulfat-Dodecahydrat; KAl(SO4)2 · 12 H2O) verwendete man in der Weißgerberei und in der Färberei. Wegen seiner adstringierenden Wirkung wurde Alaun in der Medizin schon früh zur Blutstillung eingesetzt.
Im 18. Jahrhundert galt italienischer Alaun („Römischer Alaun“, „roter Alaun“) als bestes Produkt seiner Art, obwohl an den Kristalloberflächen rote eisen- bzw. eisenoxydhaltige Erde anhaftete. Erst durch Auflösen in Wasser und Filtrieren erhielt man daraus einen farblosen eisenfreien Alaun. Der Ruf dieses Produktes war so überragend, dass andere Hersteller die blassrötliche Färbung nachahmten und bereits reinen farblosen Alaun zunächst in Eisenoxid wälzten, bevor sie ihn in den Handel brachten.
Auch der Braunschweiger Betrieb kopierte dieses Produkt, indem Alaun, der durch Cobaltionen verunreinigt war, als „Römischer Alaun“ angeboten wurde. Die transparenten Alaunkristalle erhielten durch ihren Cobaltgehalt eine durchgängige blassrote Färbung, die sich allerdings durch Auflösen und Filtrieren nicht entfernen ließ.
Das Erzeugnis wurde von den Gebrüdern Gravenhorst später unter dem Handelsnamen „Roter Braunschweiger Alaun“ verkauft.

## Publikationen (Auswahl)
- Einige Nachrichten an das Publicum viere der Gravenhorstschen Fabric-Producte betreffend  1) Ein vollkommen reines Salmiak 2) ein aufrichtiger rother Alaun 3) Eine in Luft und Wetter beständige neuerfundene grüne Mahlerfarbe, Braunschweigisch-Grün genannt 4) Ein aufs höchste gereinigtes sogenanntes Glaubersches Wundersalz oder Sal mirabile Glauberi. (1769)
- Nachricht, den medicinischen Gebrauch und Nutzen des Salis mirabilis Glauberi, oder Glaubersalzes, betreffend. (1770, 1775, und 1778)
- Nachricht an das Publicum, abermalen eine neue erfundene grüne Malerfarbe betreffend, unter dem Namen geläutertes Braunschweigsch Grün. (1771)
- Fernere Nachricht an das Publicum, das Braunschweigische Salmiac betreffend. (1772)
- Gutachten der Gebrüder Gravenhorst, die Anwendung des Glaubersalze wider die Rindviehseuche betreffend. (1775)
- Etwas von der Anwendung des Braunschweigischen Balsams in Verbindung mit dem innerlichen Gebrauche des Glaubersalzes, wider das Podagra. (1777)
- Auszug aus den Nachrichten das Braunschweigschen Grün betreffend, welchel nur blos zum Unterricht, auf was Weise man bei der Anwendung der Farbe zu verfahren hat, dienen sol. (1778)